# District de Zavala
Le district de Zavala est une subdivision administrative dans la province d'Inhambane au nord du Mozambique. En 2007, sa population est de 139 616 habitants.

## Source de la traduction
- (en) Cet article est partiellement ou en totalité issu de l’article de Wikipédia en anglais intitulé « Zavala District » (voir la liste des auteurs).